# Prädiktive Analytik
Prädiktive Analytik (englisch „Predictive Analytics“) verwendet historische Daten, um zukünftige Ereignisse vorherzusagen und Handlungsoptionen aufzuzeigen, unter anderem in den Bereichen Finanzen, Meteorologie, Sicherheit, Wirtschaft, Versicherungen, Logistik, Mobilität und Marketing. Im Allgemeinen wird aus Daten über vergangene Ereignisse ein mathematisches Modell erstellt, das Trends korrekt herauszulesen versucht. Kann dieses Modell die vergangenen Ereignisse auf Basis der bekannten Daten hinreichend erklären, wird das Modell anschließend auf aktuelle Daten angewendet, um eine Vorhersage für die Zukunft treffen zu können. Unterschiedliche Varianten besagter mathematischer Modelle führen zu unterschiedlichen Einsatzmöglichkeiten in der Praxis (siehe unten). Prädiktive Analytik hat in den letzten Jahren viel Aufmerksamkeit erhalten, da bei unterstützenden Technologien große Fortschritte zu verzeichnen waren, vor allem in den Bereichen von Big Data und Machine Learning.

## Definition
Prädiktive Analytik ist eine Teildisziplin und eines der Fundamente der sogenannten „Business Analytics“ (Geschäftsanalytik) im Bereich des Data Minings, der sich mit der Vorhersage zukünftiger Entwicklungen befasst. Vor allem in Bezug auf Big Data ist diese Methode inzwischen unerlässlich geworden, denn sie bietet eine probate Technik, um große Datenbestände zu analysieren und entsprechende Schlussfolgerungen zu ziehen. Hier spielt vor allem das Data Mining eine bedeutende Rolle, denn die erhaltenen Informationen sind in der Regel unstrukturiert und müssen auf ihre Verwendbarkeit hin untersucht werden. Hierbei soll eine Wahrscheinlichkeit für die Zukunft berechnet werden, wobei die prädiktive Analytik auch für die Ermittlung von Trends genutzt wird. Durch die verwendeten Prädiktoren – hierbei handelt es sich um eine Variable in einer Gleichung, die dazu verwendet wird, zukünftiges Verhalten vorherzusagen – können recht genaue Vorhersagen über die Zukunft getroffen werden. Die Verwendung mehrerer Prädiktoren erzeugt dann ein Vorhersagemodell, nach dem wahrscheinliche Ereignisse berechnet werden können.

## Verfahren der prädiktiven Analytik
Mit den nachfolgenden sieben Schritten können Verfahren der prädiktiven Analytik (sogenannte „Prädiktionsverfahren“) umgesetzt werden:
1. Projekt definieren:  Es werden Projektergebnisse definiert, unter anderem die Ergebnisse, der Umfang des Aufwands, die Geschäftsziele und die Datensätze, die verwendet werden sollen.
2. Datenerfassung:  Data Mining für prädiktive Analytik bereitet Daten aus mehreren Quellen für die Analyse auf. Dies bietet eine vollständige Übersicht über die Kundeninteraktionen.
3. Datenanalyse:  Datenanalyse ist der Prozess der Überprüfung, Bereinigung und Modellierung von Daten mit dem Ziel, nützliche Informationen zu entdecken und zu einem Abschluss zu gelangen.
4. Statistik:  Die statistische Analyse ermöglicht es, die Annahmen und Hypothesen zu validieren und unter Verwendung statistischer Standardmodelle zu testen.
5. Modellierung:  Die prädiktive Modellierung bietet die Möglichkeit, automatisch genaue Vorhersagemodelle für die Zukunft zu erstellen. Bei der multimodalen Bewertung kann auch die optimale Lösung auswählen.
6. Bereitstellung:  Die prädiktive Modellbereitstellung bietet die Option, die Analyseergebnisse in den täglichen Entscheidungsfindungsprozess einzubringen, um Ergebnisse, Berichte und Ausgaben zu erhalten, indem die Entscheidungen basierend auf der Modellierung automatisiert werden.
7. Modellüberwachung:  Modelle werden verwaltet und überwacht, um die Modellleistung zu überprüfen und sicherzustellen, dass die erwarteten Ergebnisse erzielt werden.

## Varianten

### Vorhersagemodelle
Vorhersagemodelle (Prädiktive Modelle) verwenden Methoden der Mathematik und der Informatik, um ein Ereignis oder Ergebnis vorherzusagen. Diese Modelle sagen anhand von Veränderungen an den Modelleingaben ein Ergebnis in einem zukünftigen Zustand oder zu einem zukünftigen Zeitpunkt voraus. Die Kunden entwickeln das Modell in einem iterativen Prozess mit einer Trainings-Datenmenge, testen und prüfen es dann, um die Genauigkeit seiner Vorhersagen zu ermitteln. Es können unterschiedliche Machine-Learning-Ansätze ausprobiert werden, um das effektivste Modell zu finden.
Die verfügbaren Mustereinheiten mit bekannten Attributen und bekannten Leistungen werden als „Trainingsmuster“ bezeichnet. Die Einheiten in anderen Stichproben mit bekannten Attributen, aber unbekannten Leistungen werden als „aus der [Trainings-]Stichprobe“ bezeichnet. Die Out-of-Sample-Einheiten stehen nicht notwendigerweise in einem chronologischen Zusammenhang mit den Trainingssample-Einheiten. Beispielsweise kann die Trainingsstichprobe aus literarischen Attributen von Schriften viktorianischer Autoren mit bekannter Zuschreibung bestehen, und die Out-of-Sample-Einheit kann eine neu gefundene Schrift mit unbekannter Autorschaft sein; ein Vorhersagemodell kann dabei helfen, ein Werk einem bekannten Autor zuzuordnen. Ein weiteres Beispiel ist die Analyse von Blutspritzern an simulierten Tatorten, bei denen die Einheit, die nicht in der Probe enthalten ist, das tatsächliche Blutspritzmuster von einem Tatort ist. Die Einheit, die nicht in der Probe enthalten ist, kann aus der gleichen Zeit stammen wie die Trainingseinheiten, aus einer früheren Zeit oder aus einer zukünftigen Zeit.

### Beschreibende Modelle
Deskriptive Modelle quantifizieren Beziehungen in Daten auf eine Weise, die häufig zur Klassifizierung von Kunden oder Interessenten in Gruppen verwendet wird. Im Gegensatz zu Vorhersagemodellen, die sich auf die Vorhersage eines einzelnen Kundenverhaltens (z. B. Kreditrisiko) konzentrieren, identifizieren beschreibende Modelle viele verschiedene Beziehungen zwischen Kunden oder Produkten. Beschreibende Modelle ordnen Kunden nicht nach ihrer Wahrscheinlichkeit, eine bestimmte Aktion auszuführen zu. Stattdessen können beschreibende Modelle verwendet werden, um Kunden beispielsweise nach ihren Produktpräferenzen und ihrer Lebensphase zu kategorisieren.

### Entscheidungsmodelle
Entscheidungsmodelle beschreiben die Beziehung zwischen allen Elementen einer Entscheidung – den bekannten Daten (einschließlich der Ergebnisse von Vorhersagemodellen), der Entscheidung und den Prognoseergebnissen der Entscheidung –, um die Ergebnisse von Entscheidungen mit vielen Variablen vorherzusagen. Diese Modelle können zur Optimierung verwendet werden, um bestimmte Ergebnisse zu maximieren und andere zu minimieren. Entscheidungsmodelle werden im Allgemeinen verwendet, um eine Entscheidungslogik oder eine Reihe von Geschäftsregeln zu entwickeln, die die gewünschte Aktion für jeden Kunden oder jeden Umstand erzeugen. Wegen der großen Komplexität realer Entscheidungsprobleme besteht im Allgemeinen ein Zwang zur Modellvereinfachung. Eine Möglichkeit der Vereinfachung besteht darin, nicht alle als möglich erachteten Ausprägungen für die entscheidungsrelevanten Daten im Modell zu berücksichtigen.

## Anwendungen
Analytisches Kundenbeziehungsmanagement (CRM) ist eine häufige kommerzielle Anwendung der prädiktiven Analyse. Methoden der prädiktiven Analyse werden auf Kundendaten angewandt, um CRM-Ziele zu verfolgen, bei denen es darum geht, eine ganzheitliche Sicht auf den Kunden zu konstruieren, unabhängig davon, wo sich seine Informationen im Unternehmen oder in der betreffenden Abteilung befinden. CRM verwendet die prädiktive Analyse in Anwendungen für Marketingkampagnen, Vertrieb und Kundendienstleistungen, um nur einige zu nennen. Diese Werkzeuge sind erforderlich, damit ein Unternehmen seine Bemühungen effektiv auf die gesamte Breite seines Kundenstamms ausrichten und konzentrieren kann. Sie müssen die Produkte, die nachgefragt werden oder das Potenzial für eine hohe Nachfrage haben, analysieren und verstehen, die Kaufgewohnheiten der Kunden vorhersagen, um relevante Produkte an mehreren Berührungspunkten zu bewerben, und proaktiv Probleme identifizieren und entschärfen, die das Potenzial haben, Kunden zu verlieren oder ihre Fähigkeit, neue Kunden zu gewinnen, zu verringern. Analytisches Kundenbeziehungsmanagement kann während des gesamten Lebenszyklus des Kunden angewendet werden (Akquisition, Beziehungswachstum, Kundenbindung und Rückgewinnung).